# 프리실라 보너

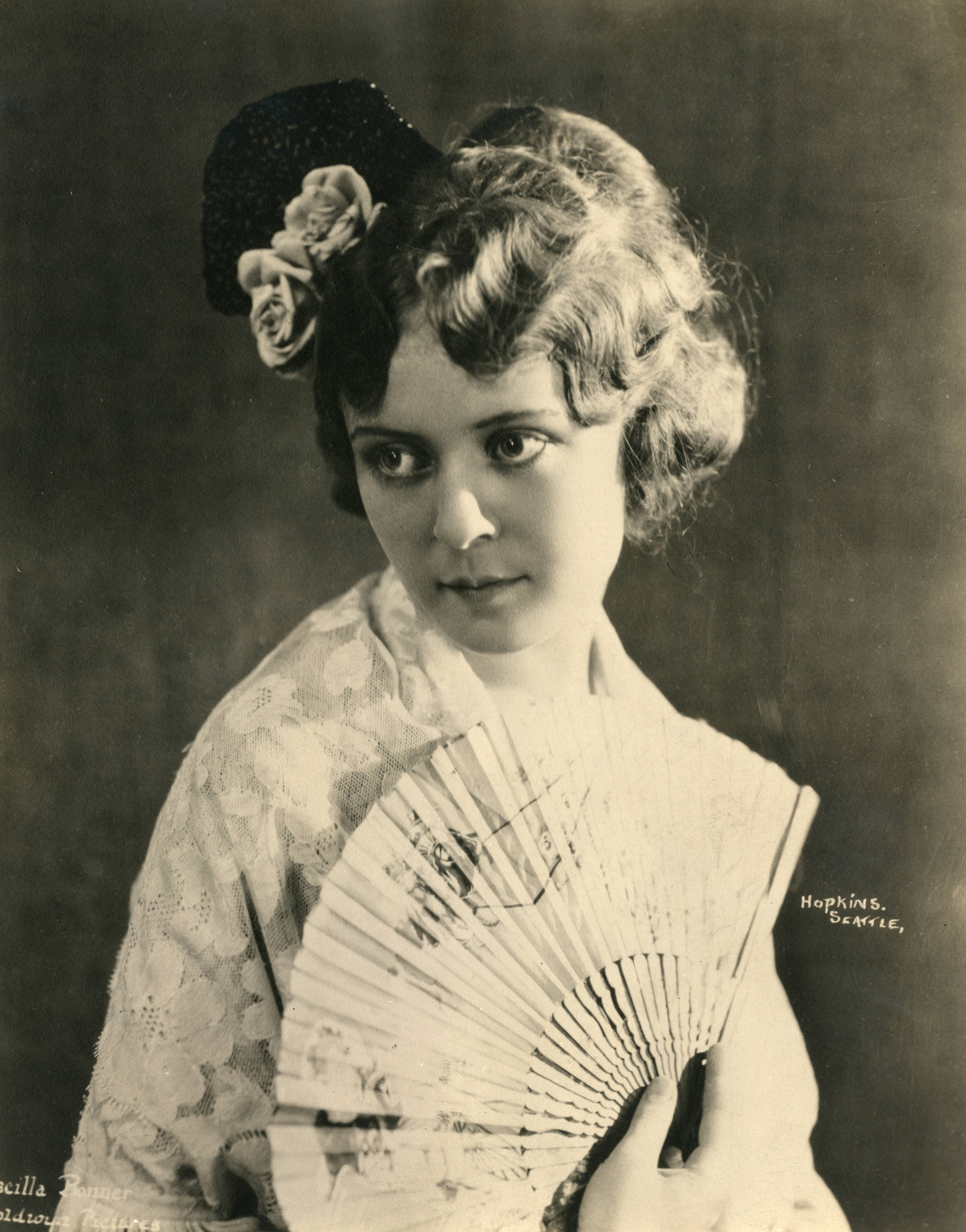

프리실라 보너(Priscilla Bonner, 1899년 2월 17일 ~ 1996년 2월 21일)는 미국의 배우, 영화배우이다.
워싱턴 D.C.에서 태어났으며 로스앤젤레스에서 사망하였다. 포리스트 론 메모리얼 파크에 매장되었다.

## 영화
- 프레스턴 스터제스 (1990년) - 본인 역
- 긴 바지 (1927년)
- 세 악당 (1926년)
- 강자 (1926년)
- 레드 키모나 (1925년)
- 찰리의 이모 (1925년)